# Montbel (Ariège)
Pour les articles homonymes, voir Montbel.
Montbel (Montbèl en occitan languedocien) est une commune française, située dans l'est du département de l'Ariège en région Occitanie. Sur le plan historique et culturel, la commune fait partie du pays d'Olmes, haut lieu de la tragédie cathare alliant des paysages d'une extrême diversité.
Exposée à un climat océanique altéré, elle est drainée par l'Hers-Vif et par divers autres petits cours d'eau. La commune possède un patrimoine naturel remarquable : un site Natura 2000 (« Garonne, Ariège, Hers, Salat, Pique et Neste ») et quatre zones naturelles d'intérêt écologique, faunistique et floristique.
Montbel est une commune rurale qui compte 93 habitants en 2022, après avoir connu un pic de population de 394 habitants en 1806. Ses habitants sont appelés les Montbélois et ses habitantes les Montbéloises.

## Géographie

### Localisation
La commune de Montbel se trouve dans le département de l'Ariège, en région Occitanie.
Commune du piémont pyrénéen située au bord du barrage-réservoir de Montbel. C'est une commune limitrophe avec le département de l'Aude dans le Pays des Pyrénées cathares.
Elle se situe à 30 km à vol d'oiseau de Foix, préfecture du département, à 34 km de Pamiers, sous-préfecture, et à 15 km de Mirepoix, bureau centralisateur du canton de Mirepoix dont dépend la commune depuis 2015 pour les élections départementales.
La commune fait en outre partie du bassin de vie de Lavelanet.
Les communes les plus proches sont : 
Chalabre (2,6 km), Sainte-Colombe-sur-l'Hers (2,8 km), Sonnac-sur-l'Hers (3,4 km), Rivel (4,0 km), Montjardin (4,2 km), Le Peyrat (5,1 km), Camon (5,1 km), Villefort (5,2 km).
Sur le plan historique et culturel, Montbel fait partie du pays d'Olmes, haut lieu de la tragédie cathare alliant des paysages d'une extrême diversité.
Montbel est limitrophe de huit autres communes dont quatre dans le département de l'Aude.
Les communes limitrophes sont Belloc, Camon, Léran, Le Peyrat, Chalabre, Rivel, Sainte-Colombe-sur-l'Hers et Sonnac-sur-l'Hers.
| Belloc    | Camon                            | Sonnac-sur-l'Hers (Aude) |
| Léran     | Montbel                          | Chalabre (Aude)          |
| Le Peyrat | Sainte-Colombe-sur-l'Hers (Aude) | Rivel (Aude)             |

### Géologie et relief
La commune est située dans le Bassin aquitain, le deuxième plus grand bassin sédimentaire de la France après le Bassin parisien. Les terrains affleurants sur le territoire communal sont constitués de roches sédimentaires datant du Cénozoïque, l'ère géologique la plus récente sur l'échelle des temps géologiques, débutant il y a 66 millions d'années. La structure détaillée des couches affleurantes est décrite dans la feuille « n°1076 - Lavelanet » de la carte géologique harmonisée au 1/50 000ème du département de l'Ariège, et sa notice associée.
La superficie cadastrale de la commune publiée par l’Insee, qui sert de références dans toutes les statistiques, est de 17,36 km2,. La superficie géographique, issue de la BD Topo, composante du Référentiel à grande échelle produit par l'IGN, est quant à elle de 17,59 km2. Son relief est relativement accidenté puisque la dénivelée maximale atteint 242 mètres. L'altitude du territoire varie entre 345 m et 587 m.

### Hydrographie

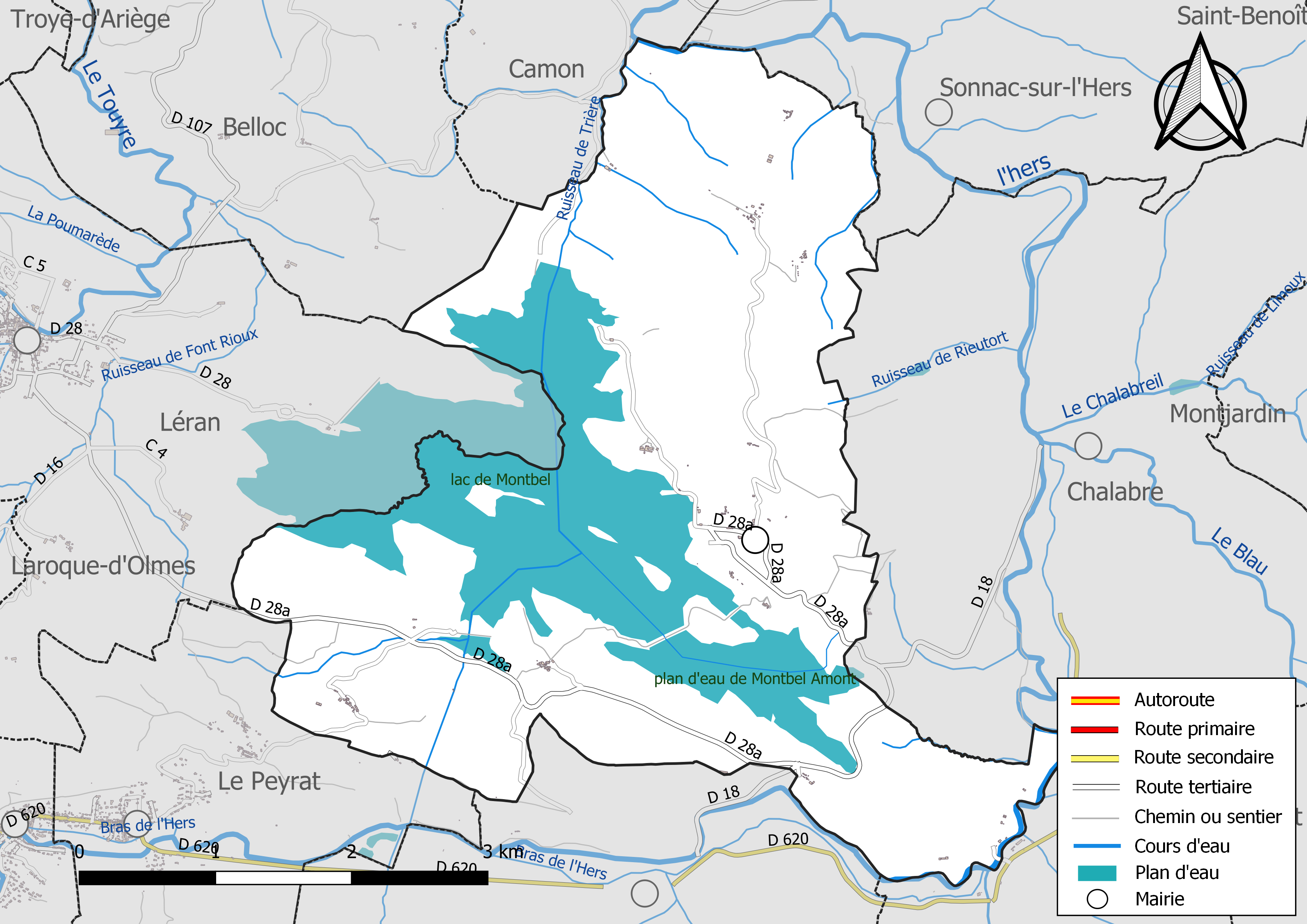
Réseaux hydrographique et routier de Montbel.

La commune est dans le bassin versant de la Garonne, au sein du bassin hydrographique Adour-Garonne. Elle est drainée par l'Hers-Vif, le ruisseau de Rieutort, le ruisseau de Trière et par divers petits cours d'eau, constituant un réseau hydrographique de 17 km de longueur totale,.
L'Hers-Vif, d'une longueur totale de 134,9 km, prend sa source dans la commune de Prades et s'écoule du sud vers le nord. Il traverse la commune et se jette dans l'Ariège à Cintegabelle, après avoir traversé 41 communes.

### Climat
Pour des articles plus généraux, voir Climat de l'Occitanie et Climat de l'Ariège.
En 2010, le climat de la commune est de type climat océanique altéré, selon une étude s'appuyant sur une série de données couvrant la période 1971-2000. En 2020, Météo-France publie une typologie des climats de la France métropolitaine dans laquelle la commune est exposée à un climat de montagne et est dans une zone de transition entre les régions climatiques « Pyrénées orientales » et « Pyrénées centrales ».
Pour la période 1971-2000, la température annuelle moyenne est de 12,1 °C, avec une amplitude thermique annuelle de 14,9 °C. Le cumul annuel moyen de précipitations est de 889 mm, avec 10,1 jours de précipitations en janvier et 5,8 jours en juillet. Pour la période 1991-2020, la température moyenne annuelle observée sur la station météorologique la plus proche, située sur la commune de Léran à 6 km à vol d'oiseau, est de 12,5 °C et le cumul annuel moyen de précipitations est de 810,2 mm,. Pour l'avenir, les paramètres climatiques de la commune estimés pour 2050 selon différents scénarios d'émission de gaz à effet de serre sont consultables sur un site dédié publié par Météo-France en novembre 2022.

### Milieux naturels et biodiversité

#### Réseau Natura 2000

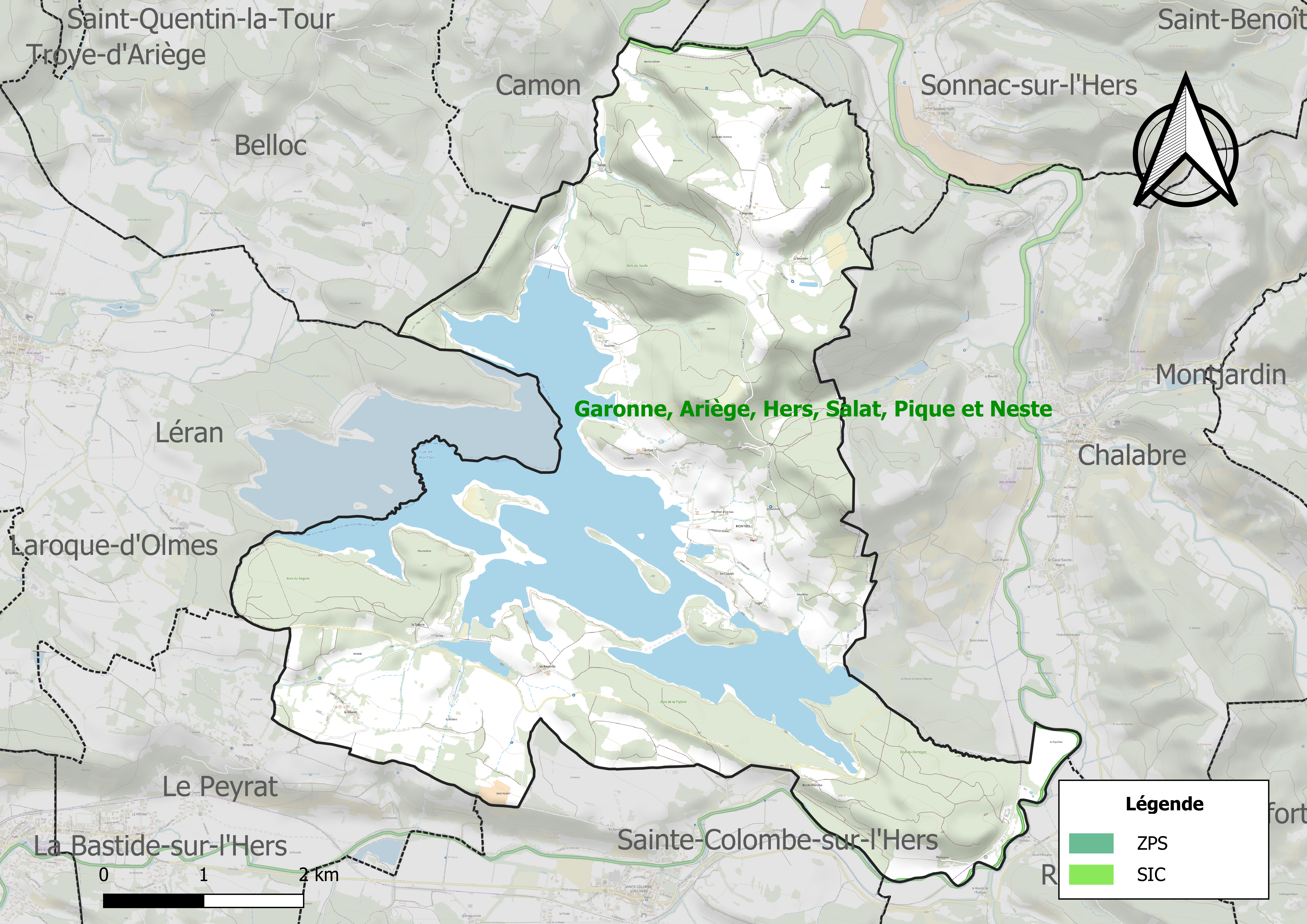
Site Natura 2000 sur le territoire communal.

Le réseau Natura 2000 est un réseau écologique européen de sites naturels d'intérêt écologique élaboré à partir des directives habitats et oiseaux, constitué de zones spéciales de conservation (ZSC) et de zones de protection spéciale (ZPS).
Un site Natura 2000 a été défini sur la commune au titre de la directive habitats : « Garonne, Ariège, Hers, Salat, Pique et Neste », d'une superficie de 9 581 ha, un réseau hydrographique pour les poissons migrateurs, avec des zones de frayères actives et potentielles importantes pour le Saumon en particulier qui fait l'objet d'alevinages réguliers et dont des adultes atteignent déjà Foix sur l'Ariège.

#### Zones naturelles d'intérêt écologique, faunistique et floristique
L’inventaire des zones naturelles d'intérêt écologique, faunistique et floristique (ZNIEFF) a pour objectif de réaliser une couverture des zones les plus intéressantes sur le plan écologique, essentiellement dans la perspective d’améliorer la connaissance du patrimoine naturel national et de fournir aux différents décideurs un outil d’aide à la prise en compte de l’environnement dans l’aménagement du territoire.
Deux ZNIEFF de type 1 sont recensées sur la commune :
le « cours de l'Hers » (891 ha), couvrant 41 communes dont 32 dans l'Ariège, 7 dans l'Aude et 2 dans la Haute-Garonne, et 
le « lac de Montbel et partie orientale du bas pays d'Olmes » (7 200 ha), couvrant 38 communes dont 30 dans l'Ariège et 8 dans l'Aude
et deux ZNIEFF de type 2, : 
- les « coteaux du Palassou » (26 749 ha), couvrant 48 communes dont 43 dans l'Ariège et 5 dans l'Aude[30] ;
- « l'Hers et ripisylves » (1 417 ha), couvrant 41 communes dont 32 dans l'Ariège, 7 dans l'Aude et 2 dans la Haute-Garonne[31].

Carte des ZNIEFF de type 1 et 2 à Montbel.
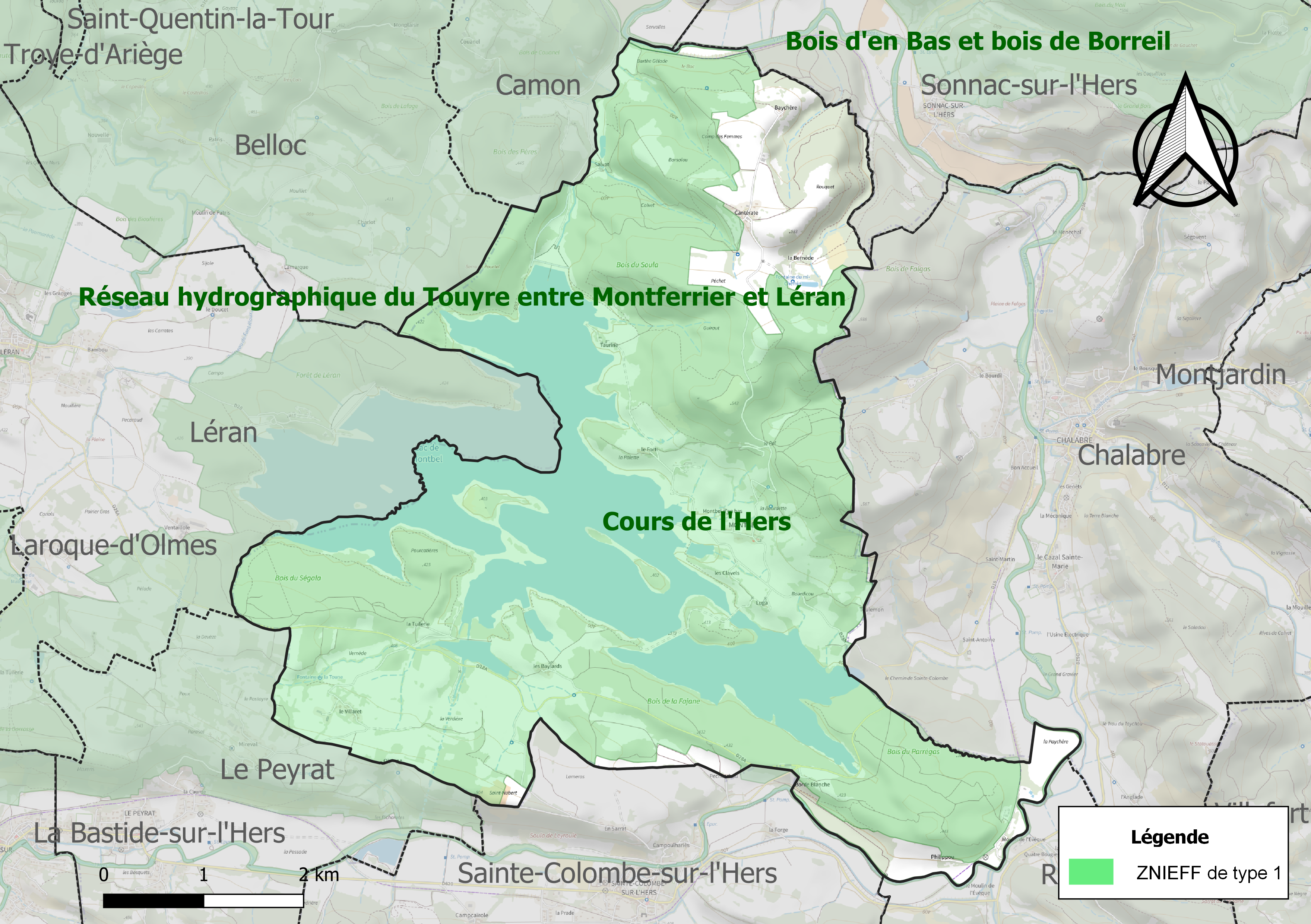
Carte des ZNIEFF de type 1 sur la commune.
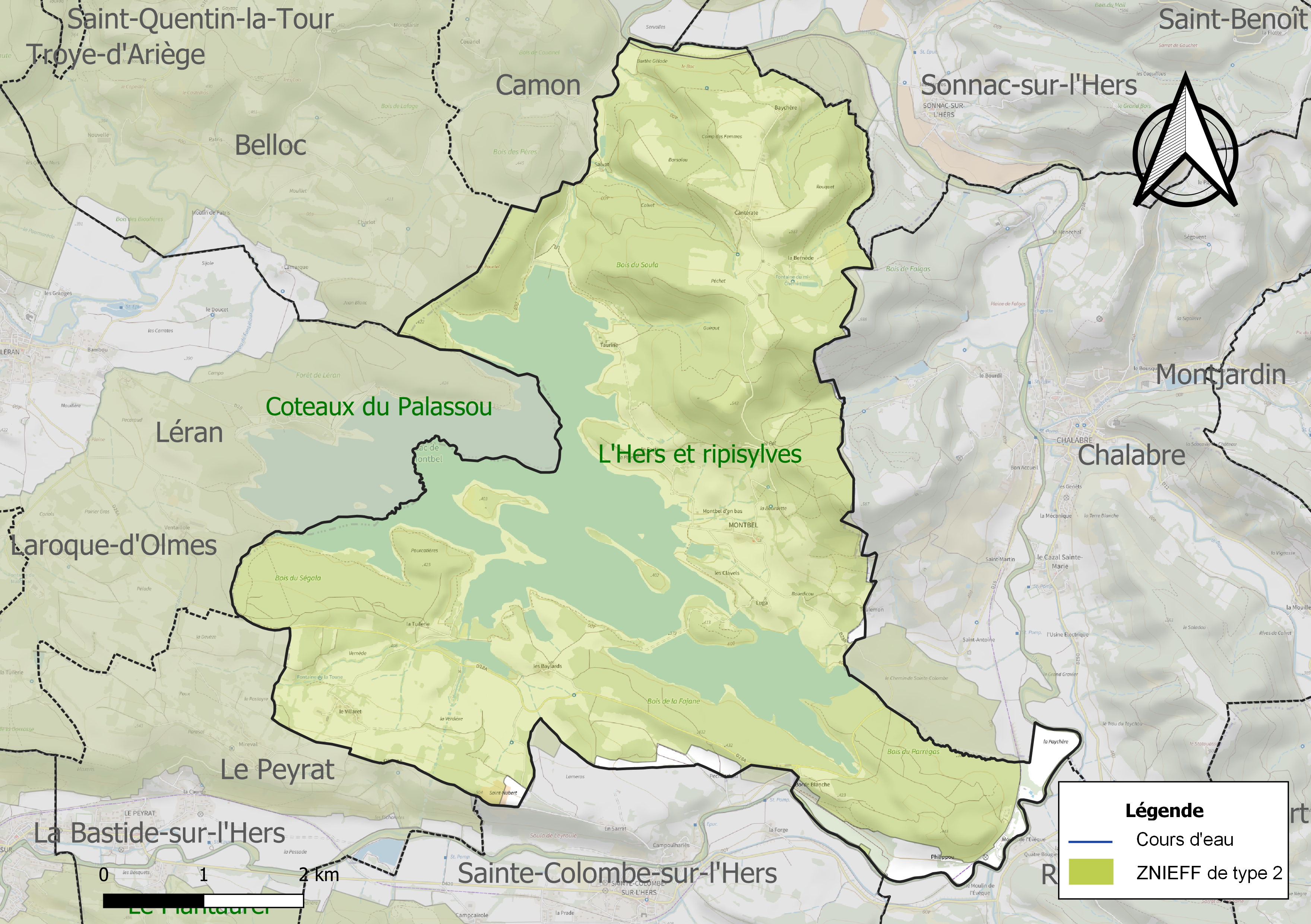
Carte des ZNIEFF de type 2 sur la commune.

## Urbanisme

### Typologie
Au 1er janvier 2024, Montbel est catégorisée commune rurale à habitat très dispersé, selon la nouvelle grille communale de densité à 7 niveaux définie par l'Insee en 2022.
Elle est située hors unité urbaine et hors attraction des villes,.

### Occupation des sols

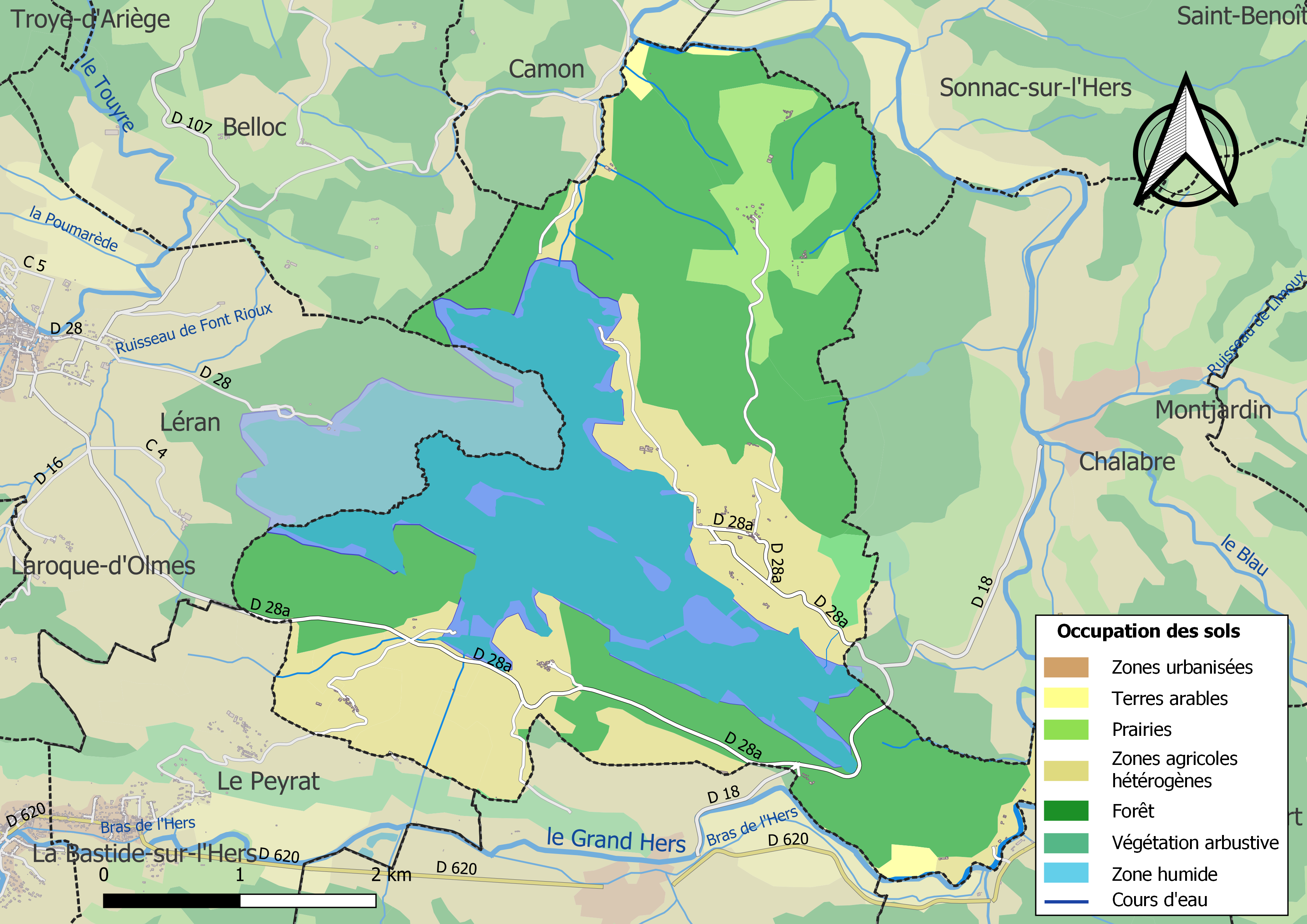
Carte des infrastructures et de l'occupation des sols de la commune en 2018 (CLC).

L'occupation des sols de la commune, telle qu'elle ressort de la base de données européenne d’occupation biophysique des sols Corine Land Cover (CLC), est marquée par l'importance des forêts et milieux semi-naturels (44 % en 2018), une proportion sensiblement équivalente à celle de 1990 (43,2 %). La répartition détaillée en 2018 est la suivante : 
forêts (43,2 %), eaux continentales (25,7 %), zones agricoles hétérogènes (23,6 %), prairies (5,6 %), terres arables (1 %), milieux à végétation arbustive et/ou herbacée (0,9 %). L'évolution de l’occupation des sols de la commune et de ses infrastructures peut être observée sur les différentes représentations cartographiques du territoire : la carte de Cassini (XVIIIe siècle), la carte d'état-major (1820-1866) et les cartes ou photos aériennes de l'IGN pour la période actuelle (1950 à aujourd'hui).

### Habitat et logement
En 2018, le nombre total de logements dans la commune était de 78, alors qu'il était de 71 en 2013 et de 60 en 2008.
Parmi ces logements, 73,8 % étaient des résidences principales, 19,4 % des résidences secondaires et 6,8 % des logements vacants. Ces logements étaient pour 83,8 % d'entre eux des maisons individuelles et pour 5 % des appartements.
Le tableau ci-dessous présente la typologie des logements à Montbel en 2018 en comparaison avec celle de l'Ariège et de la France entière. Une caractéristique marquante du parc de logements est ainsi une proportion de résidences secondaires et logements occasionnels (19,4 %) inférieure à celle du département (24,6 %) mais supérieure à celle de la France entière (9,7 %). Concernant le statut d'occupation de ces logements, 61,8 % des habitants de la commune sont propriétaires de leur logement (57,9 % en 2013), contre 66,3 % pour l'Ariège et 57,5 % pour la France entière.
| Typologie                                               | Montbel | Ariège | France entière |
| ------------------------------------------------------- | ------- | ------ | -------------- |
| Résidences principales (en %)                           | 73,8    | 65,7   | 82,1           |
| Résidences secondaires et logements occasionnels (en %) | 19,4    | 24,6   | 9,7            |
| Logements vacants (en %)                                | 6,8     | 9,7    | 8,2            |

### Voies de communication et transports
Ancienne gare de Rivel - Montbel sur la ligne de Moulin-Neuf à Lavelanet.

### Risques majeurs
Le territoire de la commune de Montbel est vulnérable à différents aléas naturels : inondations, climatiques (grand froid ou canicule), feux de forêts, mouvements de terrains et séisme (sismicité modérée). Il est également exposé à un risque technologique,  la rupture d'un barrage,.

#### Risques naturels

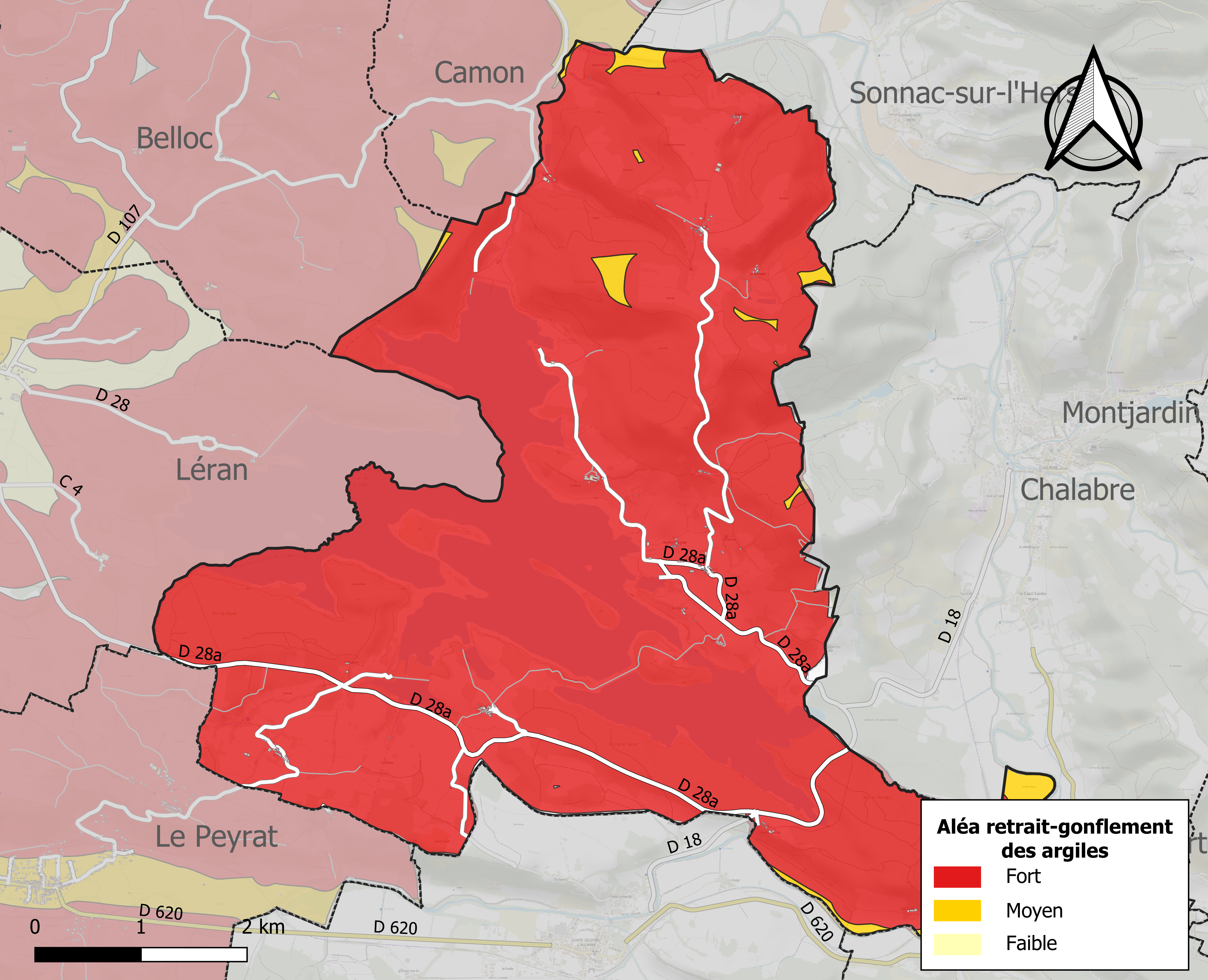
Zonage de l'aléa retrait-gonflement des argiles sur la commune de Montbel.

Certaines parties du territoire communal sont susceptibles d’être affectées par le risque d’inondation par débordement, crue torrentielle d'un cours d'eau, ou ruissellement d'un versant.
Les mouvements de terrains susceptibles de se produire sur la commune sont soit des chutes de blocs, soit des glissements de terrains, soit des mouvements liés au retrait-gonflement des argiles. Près de 50 % de la superficie du département est concernée par l'aléa retrait-gonflement des argiles, dont la commune de Montbel. L'inventaire national des cavités souterraines permet par ailleurs de localiser celles situées sur la commune.

#### Risques technologiques
Dans le département de l’Ariège on dénombre cinq grands barrages susceptibles d’occasionner des dégâts en cas de rupture. La commune fait partie des 80 communes susceptibles d’être touchées par l’onde de submersion consécutive à la rupture d’un de ces barrages. Sur son territoire est en effet implanté le barrage de Montbel, faisant l'objet d'un PPI.

## Histoire
La gare de Rivel - Montbel, sur le territoire communal, a fonctionné de 1902 à 1939 sur la ligne de Moulin-Neuf à Lavelanet. Il y eut cependant une réouverture temporaire du service voyageur du 5 mai 1941 au 6 mai 1946, la pénurie de transports routiers liée à la guerre conduisit à ajouter une voiture au train de marchandises subsistant. Le service marchandises fut fermé jusqu'en 1973 en même temps que la ligne devenue depuis une voie verte.

## Politique et administration

### Découpage territorial
La commune de Montbel est membre de la communauté de communes du Pays de Mirepoix, un établissement public de coopération intercommunale (EPCI) à fiscalité propre créé le 31 décembre 2013 dont le siège est à Mirepoix. Ce dernier est par ailleurs membre d'autres groupements intercommunaux.
Sur le plan administratif, elle est rattachée à l'arrondissement de Pamiers, au département de l'Ariège, en tant que circonscription administrative de l'État, et à la région Occitanie.
Sur le plan électoral, elle dépend du canton de Mirepoix pour l'élection des conseillers départementaux, depuis le redécoupage cantonal de 2014 entré en vigueur en 2015, et de la deuxième circonscription de l'Ariège  pour les élections législatives, depuis le redécoupage électoral de 1986.

### Administration municipale
Le nombre d'habitants au recensement de 2017 étant compris entre 100 et 499, le nombre de membres du conseil municipal pour l'élection de 2020 est de onze,.

### Liste des maires
| Période                                  | Période  | Identité                                   | Étiquette | Qualité              |
| ---------------------------------------- | -------- | ------------------------------------------ | --------- | -------------------- |
| 1878                                     | 1879     | Adrien Charles Guy Marie de Lévis Mirepoix |           |                      |
|                                          |          |                                            |           |                      |
| mars 2001                                | En cours | Pierre Terpant                             | LR        | Agriculteur retraité |
| Les données manquantes sont à compléter. |          |                                            |           |                      |

## Population et société

### Démographie
L'évolution du nombre d'habitants est connue à travers les recensements de la population effectués dans la commune depuis 1793. Pour les communes de moins de 10 000 habitants, une enquête de recensement portant sur toute la population est réalisée tous les cinq ans, les populations de référence des années intermédiaires étant quant à elles estimées par interpolation ou extrapolation. Pour la commune, le premier recensement exhaustif entrant dans le cadre du nouveau dispositif a été réalisé en 2004.

En 2022, la commune comptait 93 habitants, en évolution de −22,5 % par rapport à 2016 (Ariège : +1,48 %, France hors Mayotte : +2,11 %).
| 1793 | 1800 | 1806 | 1821 | 1831 | 1836 | 1841 | 1846 | 1851 |
| ---- | ---- | ---- | ---- | ---- | ---- | ---- | ---- | ---- |
| 333  | 287  | 394  | 382  | 360  | 390  | 380  | 353  | 367  |

| 1856 | 1861 | 1866 | 1872 | 1876 | 1881 | 1886 | 1891 | 1896 |
| ---- | ---- | ---- | ---- | ---- | ---- | ---- | ---- | ---- |
| 358  | 317  | 326  | 313  | 288  | 300  | 280  | 272  | 248  |

| 1901 | 1906 | 1911 | 1921 | 1926 | 1931 | 1936 | 1946 | 1954 |
| ---- | ---- | ---- | ---- | ---- | ---- | ---- | ---- | ---- |
| 243  | 234  | 205  | 174  | 181  | 161  | 159  | 129  | 157  |

| 1962 | 1968 | 1975 | 1982 | 1990 | 1999 | 2004 | 2006 | 2009 |
| ---- | ---- | ---- | ---- | ---- | ---- | ---- | ---- | ---- |
| 105  | 113  | 115  | 110  | 109  | 123  | 103  | 101  | 112  |

| 2014 | 2019 | 2022 | - | - | - | - | - | - |
| ---- | ---- | ---- | - | - | - | - | - | - |
| 120  | 99   | 93   | - | - | - | - | - | - |

| selon la population municipale des années : | 1968 | 1975 | 1982 | 1990 | 1999 | 2006 | 2009 | 2013 |
| Rang de la commune dans le département      | 213  | 276  | 206  | 195  | 185  | 221  | 212  | 212  |
| Nombre de communes du département           | 340  | 328  | 330  | 332  | 332  | 332  | 332  | 332  |

### Enseignement
Montbel fait partie de l'académie de Toulouse.

### Activités sportives
Chasse, pétanque, randonnée pédestre

## Économie

### Emploi
| Division       | 2008   | 2013   | 2018   |
| -------------- | ------ | ------ | ------ |
| Commune        | 14,3 % | 11,8 % | 14 %   |
| Département    | 8,9 %  | 11,1 % | 11,2 % |
| France entière | 8,3 %  | 10 %   | 10 %   |

En 2018, la population âgée de 15 à 64 ans s'élève à 60 personnes, parmi lesquelles on compte 75,4 % d'actifs (61,4 % ayant un emploi et 14 % de chômeurs) et 24,6 % d'inactifs,. Depuis 2008, le taux de chômage communal (au sens du recensement) des 15-64 ans est supérieur à celui de la France et du département.
La commune est hors attraction des villes,. Elle compte 34 emplois en 2018, contre 23 en 2013 et 31 en 2008. Le nombre d'actifs ayant un emploi résidant dans la commune est de 42, soit un indicateur de concentration d'emploi de 80,5 % et un taux d'activité parmi les 15 ans ou plus de 55,2 %.
Sur ces 42 actifs de 15 ans ou plus ayant un emploi, 19 travaillent dans la commune, soit 45 % des habitants. Pour se rendre au travail, 70 % des habitants utilisent un véhicule personnel ou de fonction à quatre roues, 2,5 % les transports en commun, 7,5 % s'y rendent en deux-roues, à vélo ou à pied et 20 % n'ont pas besoin de transport (travail au domicile).

### Activités hors agriculture
14 établissements sont implantés  à Montbel au 31 décembre 2019.
Le secteur du commerce de gros et de détail, des transports, de l'hébergement et de la restauration est prépondérant sur la commune puisqu'il représente 35,7 % du nombre total d'établissements de la commune (5 sur les 14 entreprises implantées  à Montbel), contre 27,5 % au niveau départemental.

### Agriculture
|                                   | 1988 | 2000 | 2010 |
| --------------------------------- | ---- | ---- | ---- |
| Exploitations                     | 13   | 11   | 7    |
| Superficie agricole utilisée (ha) | 351  | 417  | 351  |

La commune fait partie de la petite région agricole dénommée « Coteaux de l'Ariège ». En 2010, l'orientation technico-économique de l'agriculture  sur la commune est la polyculture et le polyélevage. Sept exploitations agricoles ayant leur siège dans la commune sont dénombrées lors du recensement agricole de 2010 (douze en 1988). La superficie agricole utilisée est de 351 ha.
Viticulture : Le-pays-cathare (IGP).

## Culture locale et patrimoine

### Lieux et bâtiments
- Le barrage-réservoir de Montbel est un lac artificiel créé en 1985. On peut y pratiquer la pêche, les sports nautiques, ainsi que l'observation d'oiseaux migrateurs.
- À Montbel se trouvent les ruines de la chapelle Saint-Saturnin de Saint-Blaise[58],[59].
- Église Saint-Vincent datant du XIIIe siècle[60].
- Chapelle Saint-Sernin du Villaret datant du XIe – XIIe siècle[60],[61].

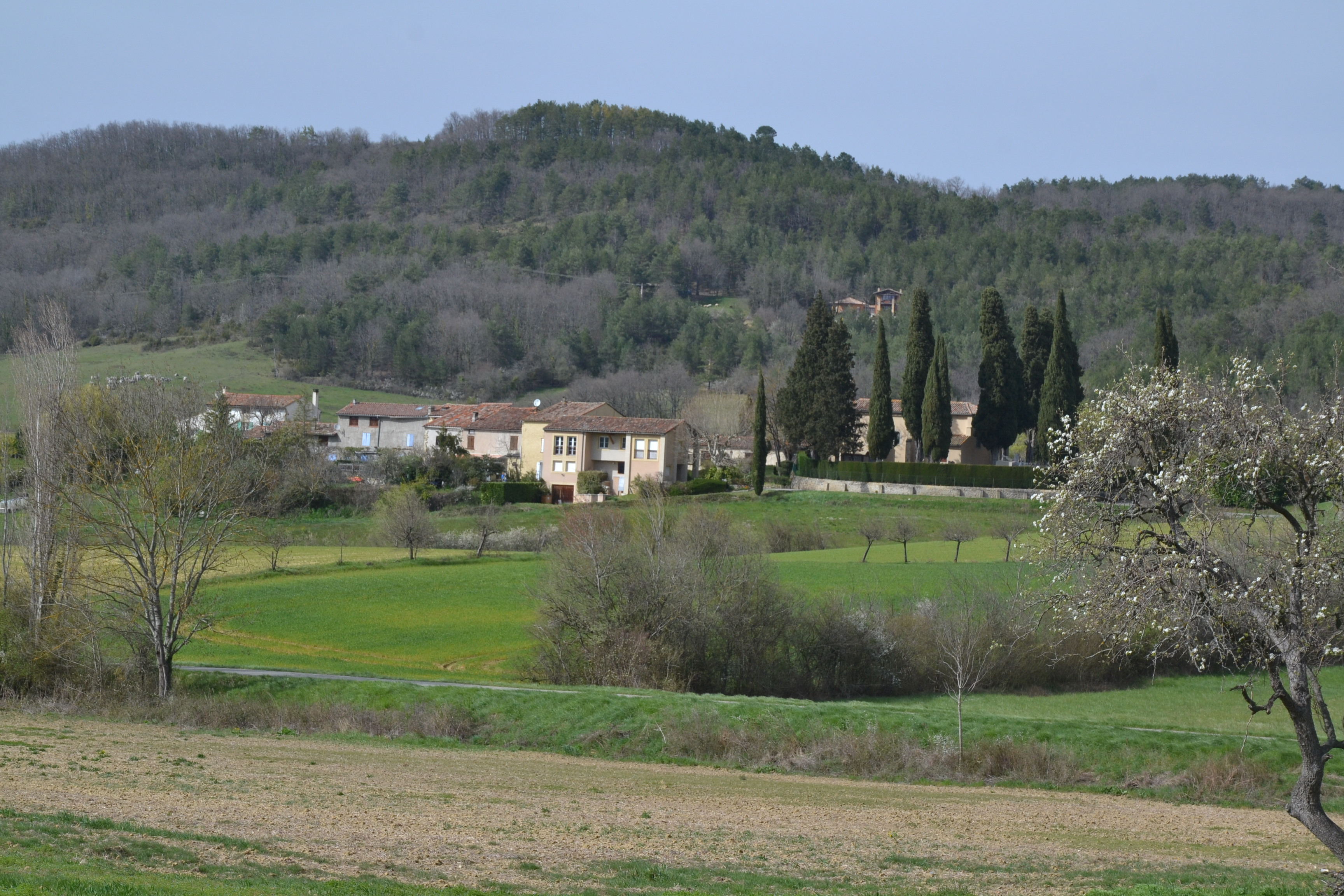
Le village de Montbel.
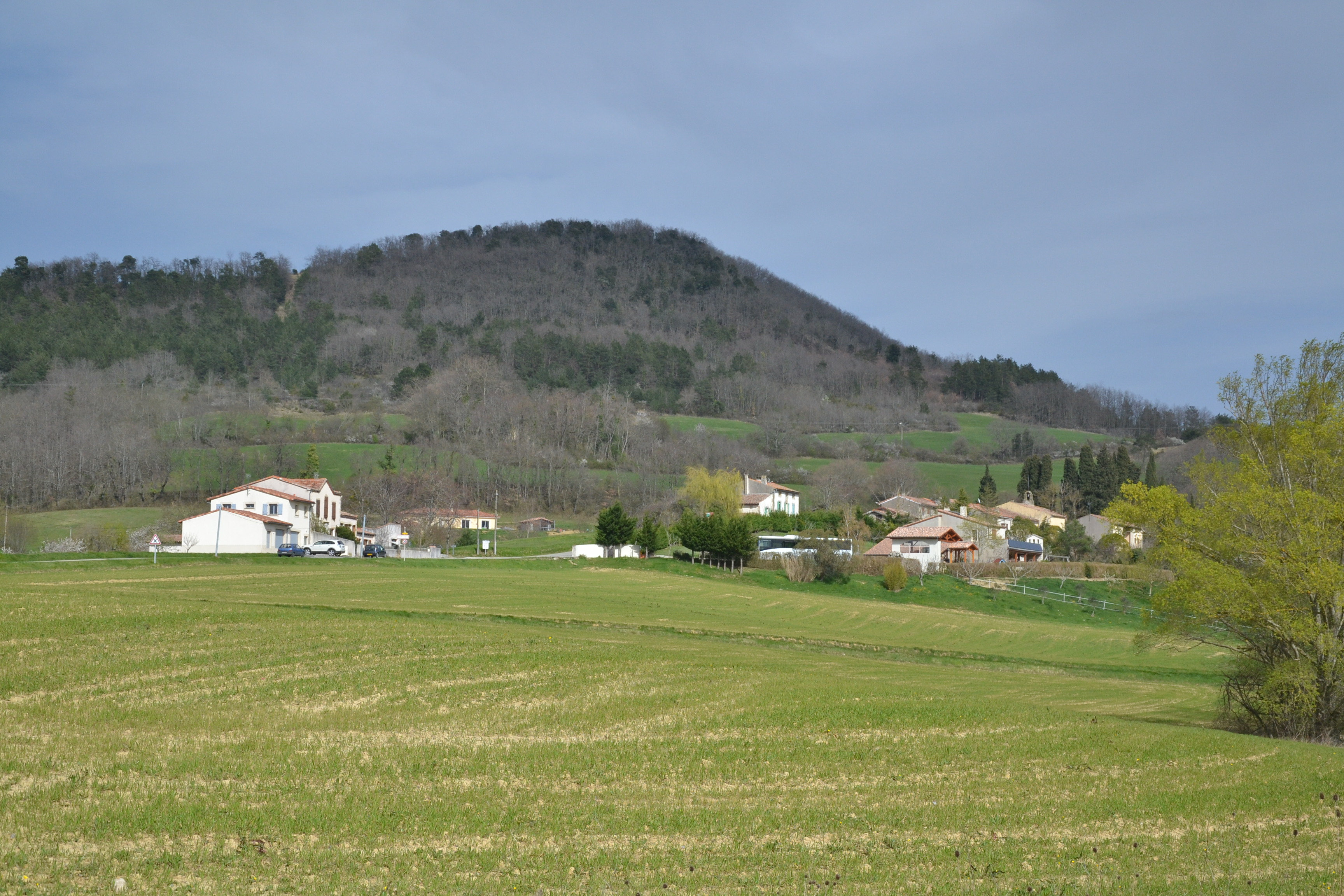
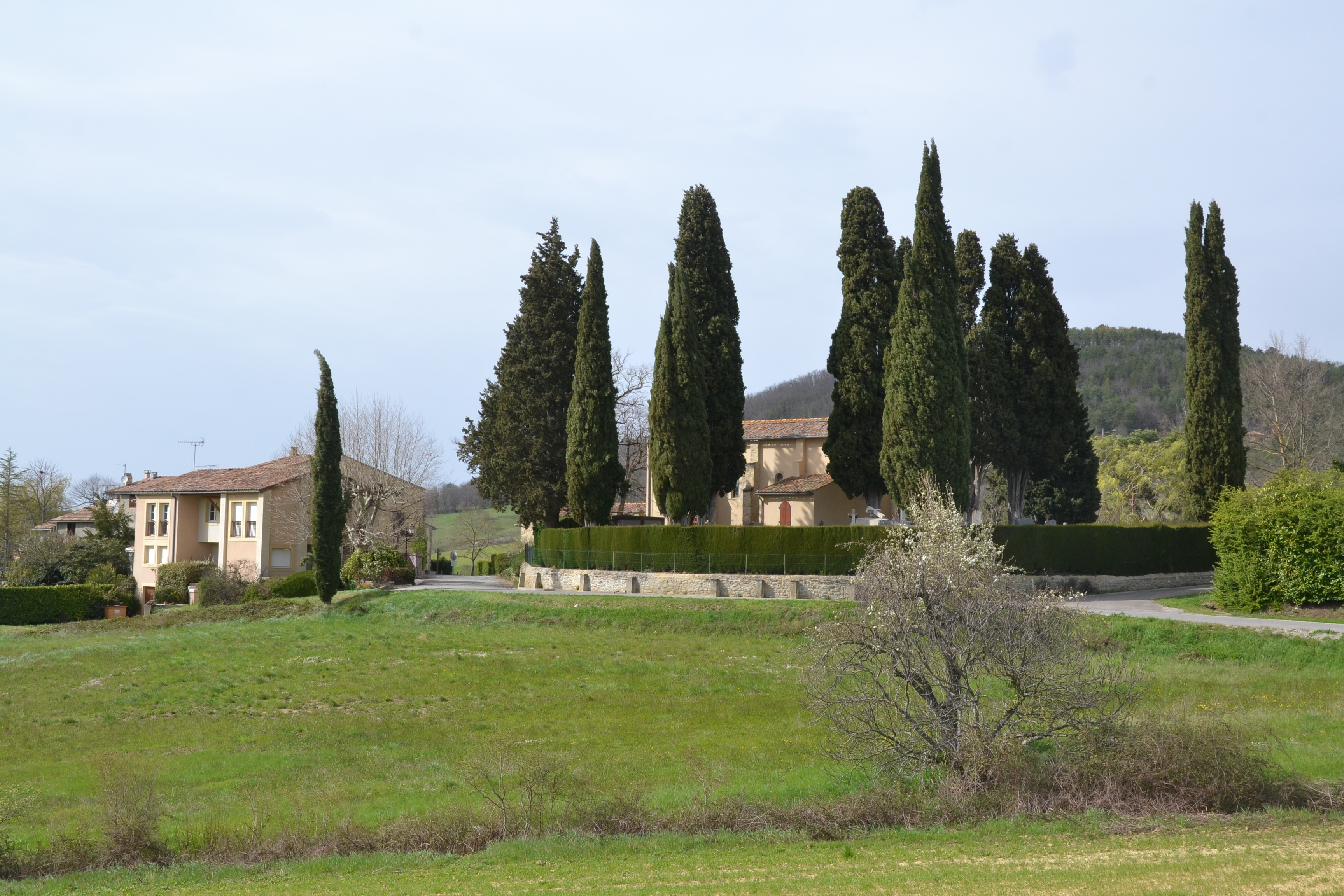
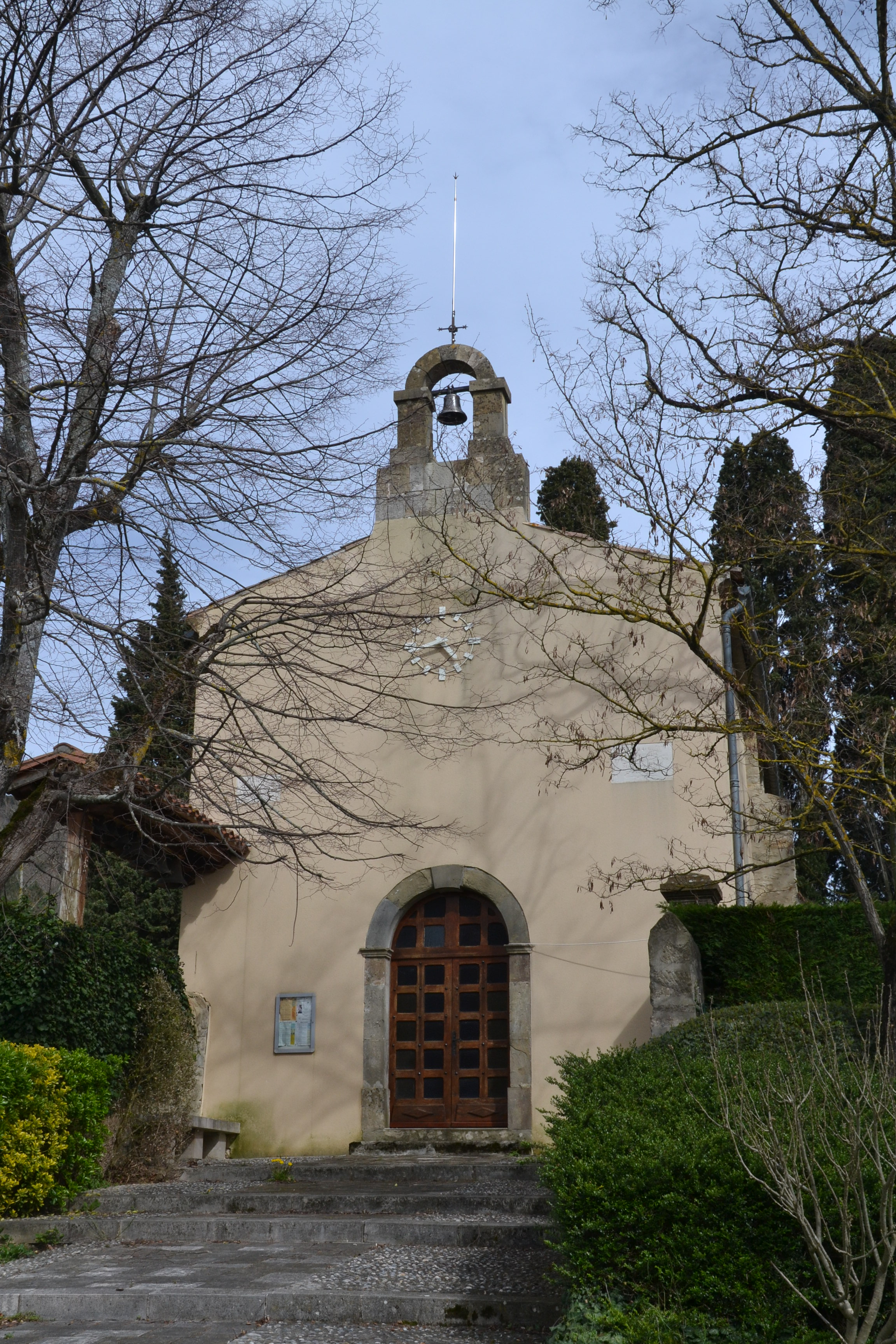
Église Saint-Vincent.
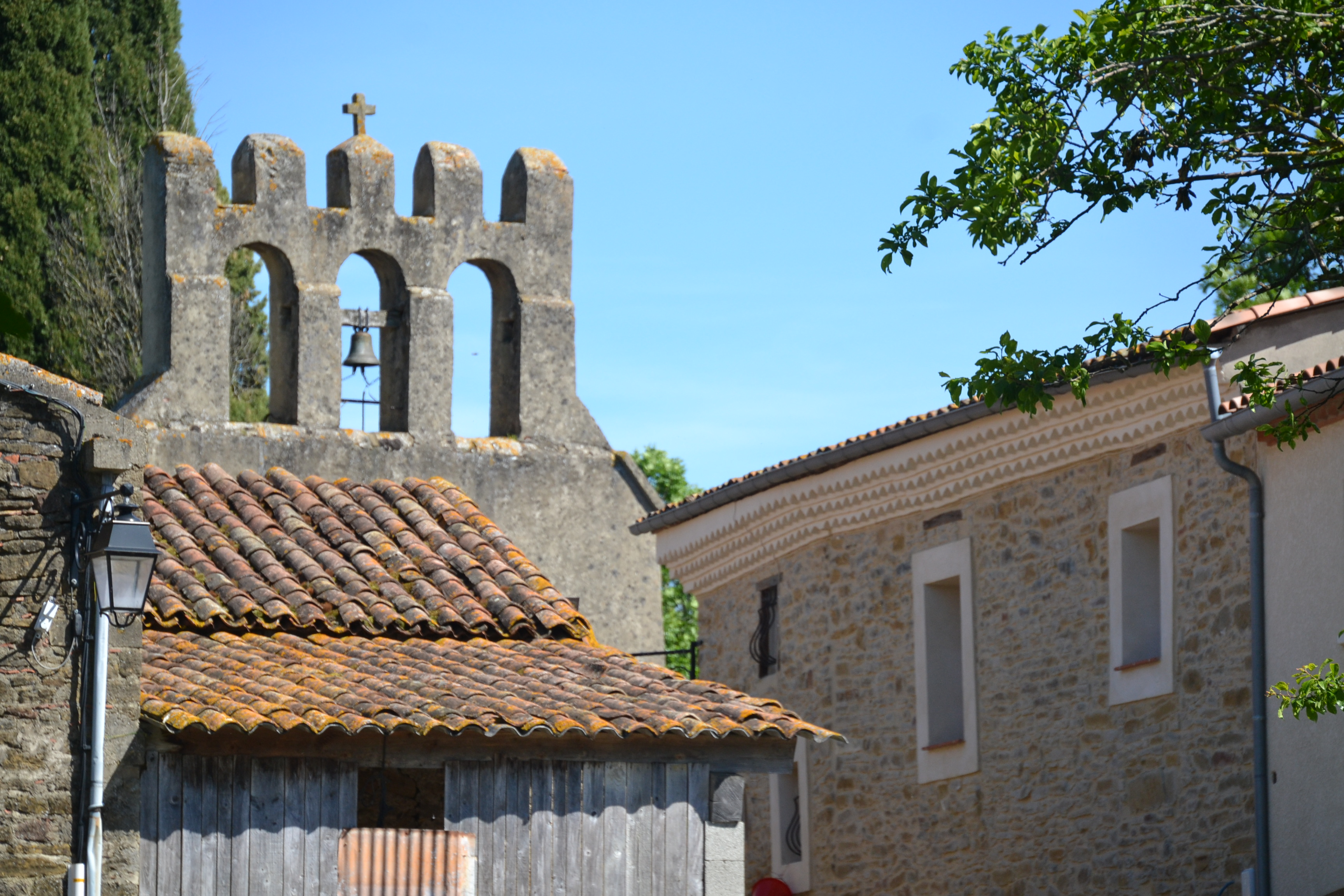
Chapelle Saint-Sernin du Villaret.
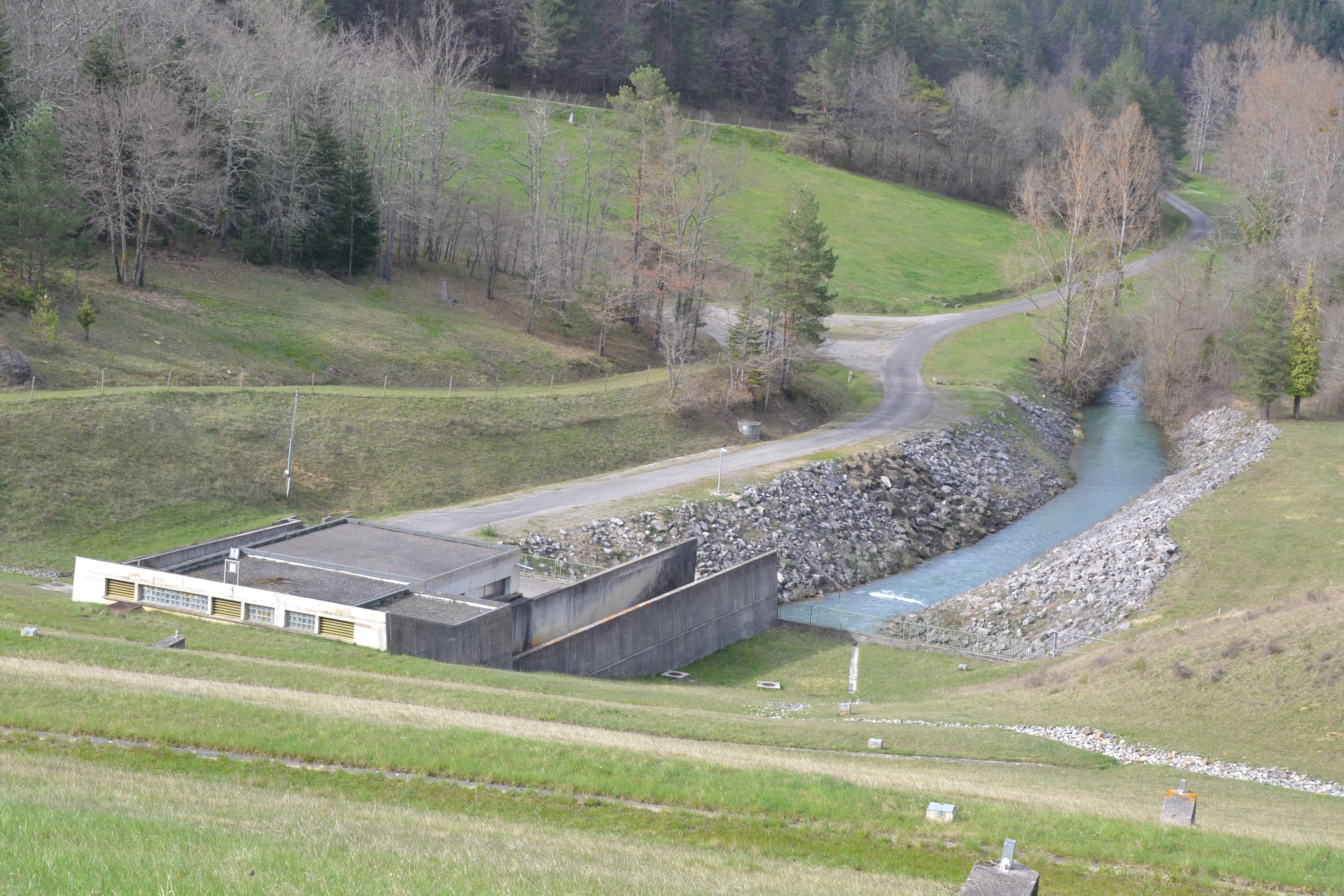
Le Trière sortant du lac de Montbel.
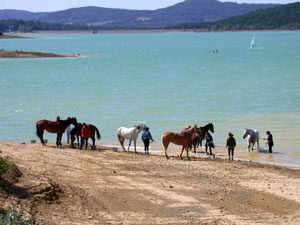
Le lac de Montbel.

### Personnalités liées à la commune
- Monique Antoine (1933-2015), avocate, est inhumée sur la commune.
- Daniel Timsit (1928-2002), médecin, militant, est inhumé sur la commune.

### Héraldique
| Blason de Montbel | Blason  | D'argent à une croix latine haussée et alésée de sinople. |
| Blason de Montbel | Détails | Le statut officiel du blason reste à déterminer.          |